# Лопатинский район
Лопа́тинский райо́н — административно-территориальная единица (район) и муниципальное образование (муниципальный район) в составе Пензенской области России.
Административный центр — село Лопатино.

## География
Район расположен на юго-востоке Пензенской области, граничит на северо-западе с Шемышейским районом, на северо-востоке — с Камешкирским районом, на западе — с Малосердобинским районами Пензенской области, на юге — с Саратовской областью. Общая площадь района составляет 1440 км².

## История
Район образован 23 июля 1928 года в составе Вольского округа Нижне-Волжского края. С января 1934 года в составе Саратовского края, с декабря 1936 года — в Саратовской области.
В 1935 году из состава района был выделен Даниловский район.
4 февраля 1939 года передан в состав вновь образованной Пензенской области.
30 сентября 1958 года в состав района включена часть территории упразднённого Даниловского района.
В 1963—1965 годах район был упразднён, его территория входила в состав Шемышейского района.

## Население
Динамика численности населения района:
| 1939    | 1959    | 1970    | 1979    | 1989    | 2002    | 2009    |
| ------- | ------- | ------- | ------- | ------- | ------- | ------- |
| 24 929  | ↗28 642 | ↘24 205 | ↘19 855 | ↘17 838 | ↘16 190 | ↘14 911 |
| 2010    | 2011    | 2012    | 2013    | 2014    | 2015    | 2016    |
| ↗14 942 | ↘14 872 | ↘14 520 | ↘14 247 | ↘13 943 | ↘13 674 | ↘13 468 |
| 2017    | 2018    | 2021    |         |         |         |         |
| ↘13 152 | ↘12 949 | ↘11 698 |         |         |         |         |

### Национальный состав
русские — 60 %; татары — 22 %; мордва — 16 %; прочие — 2 %.

## Административное деление
В Лопатинский район как административно-территориальное образование входят 11 сельсоветов.
В муниципальный район входят 11 муниципальных образований со статусом сельских поселений.
| №  | Муниципальное образование   | Административный центр | Количество населённых пунктов | Население | Площадь, км2 |
| -- | --------------------------- | ---------------------- | ----------------------------- | --------- | ------------ |
| 1  | Верешимский сельсовет       | село Верешим           | 5                             | ↘527      | 129,99       |
| 2  | Даниловский сельсовет       | село Даниловка         | 4                             | ↘1488     | 281,37       |
| 3  | Китунькинский сельсовет     | село Китунькино        | 3                             | ↘383      | 129,12       |
| 4  | Козловский сельсовет        | село Козловка          | 1                             | ↘542      | 105,55       |
| 5  | Комсомольский сельсовет     | село Дубровское        | 3                             | ↘528      | 109,82       |
| 6  | Лопатинский сельсовет       | село Лопатино          | 10                            | ↘4690     | 194,15       |
| 7  | Пылковский сельсовет        | село Пылково           | 1                             | ↘452      | 58,13        |
| 8  | Старовершаутский сельсовет  | село Старый Вершаут    | 1                             | ↘513      | 74,04        |
| 9  | Старокарлыганский сельсовет | село Старый Карлыган   | 2                             | ↘720      | 67,65        |
| 10 | Суляевский сельсовет        | село Суляевка          | 1                             | ↘788      | 91,80        |
| 11 | Чардымский сельсовет        | село Чардым            | 9                             | ↘1067     | 204,22       |

### Населённые пункты
В Лопатинском районе 40 населённых пунктов.
| №  | Населённый пункт  | Тип     | Население | Муниципальное образование   |
| -- | ----------------- | ------- | --------- | --------------------------- |
| 1  | Белогорье         | село    | ↘119      | Комсомольский сельсовет     |
| 2  | Берлик            | деревня | ↘133      | Старокарлыганский сельсовет |
| 3  | Большая Багреевка | деревня | ↘11       | Лопатинский сельсовет       |
| 4  | Борец             | посёлок | ↘150      | Лопатинский сельсовет       |
| 5  | Буденновка        | село    | ↘109      | Лопатинский сельсовет       |
| 6  | Бузовлево         | село    | ↘418      | Чардымский сельсовет        |
| 7  | Бутырки           | деревня | ↘22       | Чардымский сельсовет        |
| 8  | Верешим           | село    | ↗360      | Верешимский сельсовет       |
| 9  | Вехово            | село    | ↘440      | Даниловский сельсовет       |
| 10 | Владимирский      | посёлок | ↘243      | Лопатинский сельсовет       |
| 11 | Второе Отделение  | село    | ↘159      | Китунькинский сельсовет     |
| 12 | Генеральщино      | село    | ↘348      | Лопатинский сельсовет       |
| 13 | Даниловка         | село    | ↘1215     | Даниловский сельсовет       |
| 14 | Дубровское        | село    | ↘438      | Комсомольский сельсовет     |
| 15 | Дым-Чардым        | село    | ↗22       | Лопатинский сельсовет       |
| 16 | Елшанка           | село    | ↗113      | Лопатинский сельсовет       |
| 17 | Ивановка          | село    | ↘217      | Чардымский сельсовет        |
| 18 | Камаевка          | село    | ↘142      | Верешимский сельсовет       |
| 19 | Китунькино        | село    | ↘265      | Китунькинский сельсовет     |
| 20 | Козловка          | село    | ↘595      | Козловский сельсовет        |
| 21 | Колбинка          | село    | ↘109      | Верешимский сельсовет       |
| 22 | Комаровка         | деревня | ↘54       | Чардымский сельсовет        |
| 23 | Лопатино          | село    | ↘3820     | Лопатинский сельсовет       |
| 24 | Луначарское       | село    | ↘320      | Чардымский сельсовет        |
| 25 | Малая Багреевка   | деревня | ↘5        | Чардымский сельсовет        |
| 26 | Маяк              | посёлок | ↗34       | Лопатинский сельсовет       |
| 27 | Николаевка        | село    | →155      | Лопатинский сельсовет       |
| 28 | Никольское        | село    | ↘54       | Верешимский сельсовет       |
| 29 | Новый Чардым      | село    | ↘3        | Верешимский сельсовет       |
| 30 | Огаревка          | село    | ↘278      | Даниловский сельсовет       |
| 31 | Пасечное          | село    | ↘91       | Чардымский сельсовет        |
| 32 | Пылково           | село    | ↘452      | Пылковский сельсовет        |
| 33 | Садовка           | село    | ↘11       | Китунькинский сельсовет     |
| 34 | Сорокино          | село    | ↘78       | Даниловский сельсовет       |
| 35 | Сосновка          | село    | ↘134      | Чардымский сельсовет        |
| 36 | Старый Вершаут    | село    | ↘513      | Старовершаутский сельсовет  |
| 37 | Старый Карлыган   | село    | ↗755      | Старокарлыганский сельсовет |
| 38 | Суляевка          | село    | ↘788      | Суляевский сельсовет        |
| 39 | Точка             | село    | ↘158      | Комсомольский сельсовет     |
| 40 | Чардым            | село    | ↘221      | Чардымский сельсовет        |

Упразднённые населённые пункты:
- 2001 год — поселок Лига-Матузовка[23]
- 2004 год — село Трегубовка[24].

## Люди, связанные с районом
- Васильев, Анатолий Александрович (режиссёр) — советский и российский театральный режиссёр.
- Лобанов, Тимофей Васильевич (Родился 18 марта 1910 года в селе Даниловское Петровского уезда умер 25.02.1990) — кавалер ордена Славы трёх степеней[25]
- Надысев, Георгий Семенович — (1901—1974) — советский военачальник, генерал-лейтенант артиллерии.
- Мазунов, Мунир Хасанович — татарский поэт, переводчик, журналист[26].
- Павлов, Иван Семёнович  — советский военачальник, полковник.
- Терёхин, Николай Васильевич — советский лётчик, совершивший три воздушных тарана.
- Рамазанов, Шигап Алимович — татарский учёный, переводчик, журналист, лингвист, педагог, методист, критик, публицист[27].
- Фирсов, Николай Яковлевич — участник Великой Отечественной войны, Герой Советского Союза (1944).